# 徐時英
徐時英，贵州都勻人，清朝政治人物、同進士出身。
嘉慶十三年（1808年）戊辰科進士，三甲八十二名，改翰林院庶吉士，散館改知縣。